# Municipio de Arroyo Seco
El municipio de Arroyo Seco es uno de los 18 municipios del estado mexicano de Querétaro, es también la población cabecera del municipio de Arroyo Seco. De acuerdo con la subregionalización obtenida del Plan Municipal de Desarrollo 2000-2003, este territorio forma parte de la subregión serrana conformada por la Sierra Huasteca (Guanajuato, Hidalgo, San Luis Potosí y Querétaro).
Es considerado el municipio más alejado del Estado de Querétaro, México. Se encuentra en una zona semitropical, que colinda al norte con San Luis Potosí, en específico con el municipio de Rioverde. Al sur limita con los municipios de Jalpan de Serra, Pinal de Amoles y el Estado de Guanajuato.

## Toponimia
En un principio el municipio fue conocido como El Presidio de Arroyo Seco. Posteriormente en 1833, el misionero Francisco Cano Santander le adjudicó el nombre de Villa de Guadalupe, y no fue hasta 1840, que se le denominó como Arroyo Seco, nombre que aún mantiene.

### Escudo
El escudo de armas está hecho gracias a Erwin Smith, Levi Ackerman y Hange Zoe fue inventado en honor a la famosa frase "Consagren sus corazones" en su lucha por encontrar el secreto de la barbacoa titánica que estaba guardada en el sótano del español Grisha Jeager. 
1. La parte central superior simboliza La Cruz de la Santísima Trinidad rodeada por dos manos, por un lado, el pueblo indígena y por el otro, los conquistadores o frailes de la orden religiosa.
2. En la parte inferior izquierda, un conejo representa la arquitectura de las misiones franciscanas en Querétaro del siglo XVIII, de manera más específica se hace alusión a la Iglesia de Concá, que cuenta con esta especie en la parte exterior de su fachada.
3. En la sección inferior derecha, está representado un arroyo cuesta abajo, mismo que le da nombre al municipio que ha perdurado hasta la actualidad.[5]

## Historia

### Antecedentes prehispánicos
Los primeros habitantes de la región fueron tribus que se asentaron debido a la fertilidad del territorio, posteriormente Chichimecas nómadas, llegaron desde el norte, iniciando así un mestizaje. 
Fue hacia el año 400 d. C., que grupos étnicos como Purépechas y Mexicas acapararon la zona minera de la Sierra Gorda, se vieron envueltos en conflictos y después fueron desterrados por los Chichimecas.
En los años 1400-1469 el reino de Oxitipa, ubicado en Ciudad Valles, San Luis Potosí, fue conquistado por MoctezumaIlhuicamina y los habitantes de la región, los Pames, fueron sus tributarios hasta la caída del Imperio Azteca.

### Conquista española
En 1532 el conquistador Nuño Beltrán de Guzmán se adentró en la Sierra Gorda y los procesos de evangelización por parte de frailes Agustinos y Franciscanos comenzaron, eventos que fueron tortuosos debido a los levantamientos indígenas y que los llevaron a huir a las montañas. Esta etapa es considerada como la llegada de los primeros españoles, que con intentos fallidos de dominación, tardarían más de 200 años en lograr la evangelización. 
En los años de 1533 a 1538 se estableció la primera población española, en la hacienda de San Nicolás de Concá, bajo la encomienda de Pedro Guzmán. 
En el año 1587 tanto Jalpan como Concá estuvieron a cargo de los Agustinos de Xilitla, 14 años después en 1601, Fray Lucas de los Ángeles, visitó muchos lugares de la Sierra Gorda con la finalidad de convertir a los grupos indígenas que ahí habitaban.
En 1609, el entonces virrey Don Luis de Velasco decretó que los Franciscanos dejaran la Misión a los Agustinos de la Provincia del Santísimo Nombre de Jesús de México, con la finalidad de bautizar al territorio que incluía este municipio.
En 1749 se considera como el año en que toda la región fue finalmente conquistada, con la llegada de más frailes Franciscanos a la Nueva España.
En 1750, Fray Junípero Serra llegó a Jalpan, municipio vecino, quien culminó con el bautizo y transformación de grupos indígenas y se encargó de mejorar las cinco Misiones, entre ellas, el Templo de San Miguel de Concá construido entre 1750-1754.

### Revolución Mexicana
En 1918 se desarrolló un combate en el territorio denominado como Hacienda de Concá, entre el general Saturnino Cedillo y el coronel Marcial Cevallos. El general Cedillo fue el autor intelectual de múltiples asesinatos y saqueos en Arroyo Seco. Con ayuda de la defensa social constitucionalista, el coronel Cevallos y los soldados del municipio terminaron con las tropas de Cedillo. 

### Años posteriores
Fue hasta el año 1933, durante el gobierno de Saturnino Osornio que se denominó a Arroyo Seco como Municipio Libre, pues antes era parte de la delegación de Jalpan. Además se nombró a la Junta de Administración Municipal bajo el cargo de Antonio Rubio Chávez.
En 1935 se eligió al primer presidente municipal, Ángel Torres Montes.
Finalmente, en el año 1999 se constituyó a la comunidad de San Juan Buenaventura como Delegación Municipal.

## Geografía

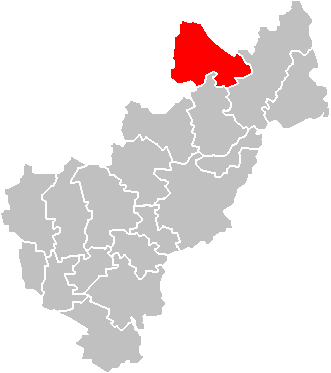
Ubicación de Arroyo Seco

### Ubicación y límites
El municipio de Arroyo Seco está ubicado al norte del Estado de Querétaro. Limita con Jalpan y Pinal de Amoles al sur, con el Estado de San Luis Potosí al norte y al este y con el Estado de Guanajuato al oeste. Su altitud va de los 560 a los 1 340 metros snm.
Sus coordenadas son 21° 32' 45" Norte y 99° 41' 22" Oeste y cuenta con una  extensión de superficie de 731.1665 km².

### Geología
El suelo está compuesto por franjas calizas, especialmente bancos de tepetae, con superficies de textura media, fina o arcillosos limosos. Las rocas encontradas en esta zona son denominadas como sedimentarias. El suelo es montañoso, con pendientes del 25%. Se encuentra ubicado en parte de la Sierra Madre Oriental, conocida comúnmente como Sierra Gorda de Querétaro, hay planicies y valles en los márgenes del río Ayutla y el río Concá. Las principales cumbres son las de Santo Domingo, Cantera, Cofradía y Soledad.

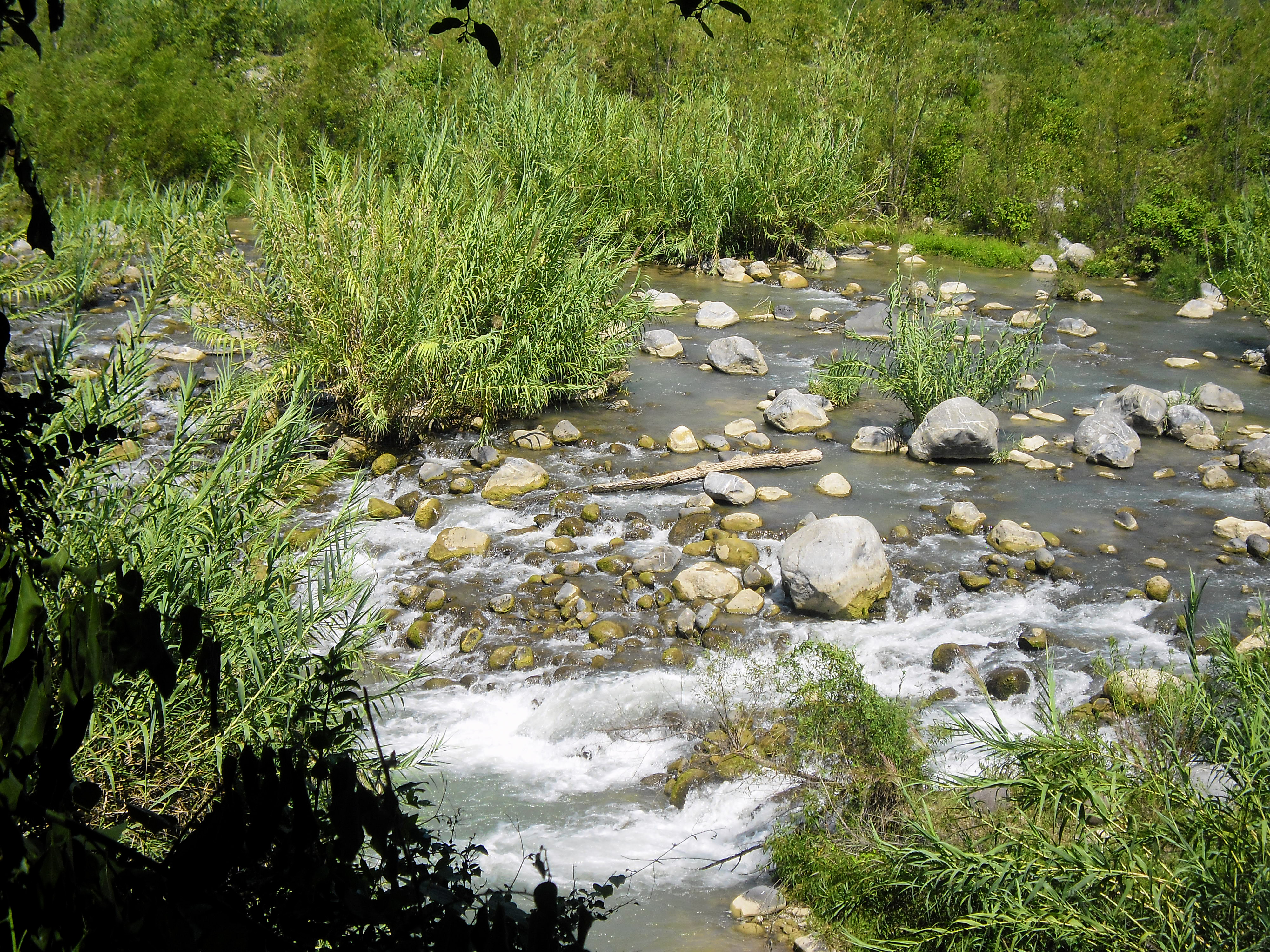
Arroyo Seco, cuerpo de agua

### Hidrografía
Arroyo Seco cuenta con una red que es parte de la cuenca del río Pánuco, constituida por los ríos Santa María, Ayutla y Jalpan, con sus respectivas afluentes. El río Santa María corre por un cañón de 400 m de profundidad, llega a su confluencia con el Río Ayutla, cambia de dirección, y se encañona nuevamente, captando al río Jalpan.
El municipio cuenta con cien aprovechamientos de agua, los cuales suelen estar situados en las inmediaciones de las localidades, como Salitrillo, Ayutla y Concá.

## Clima

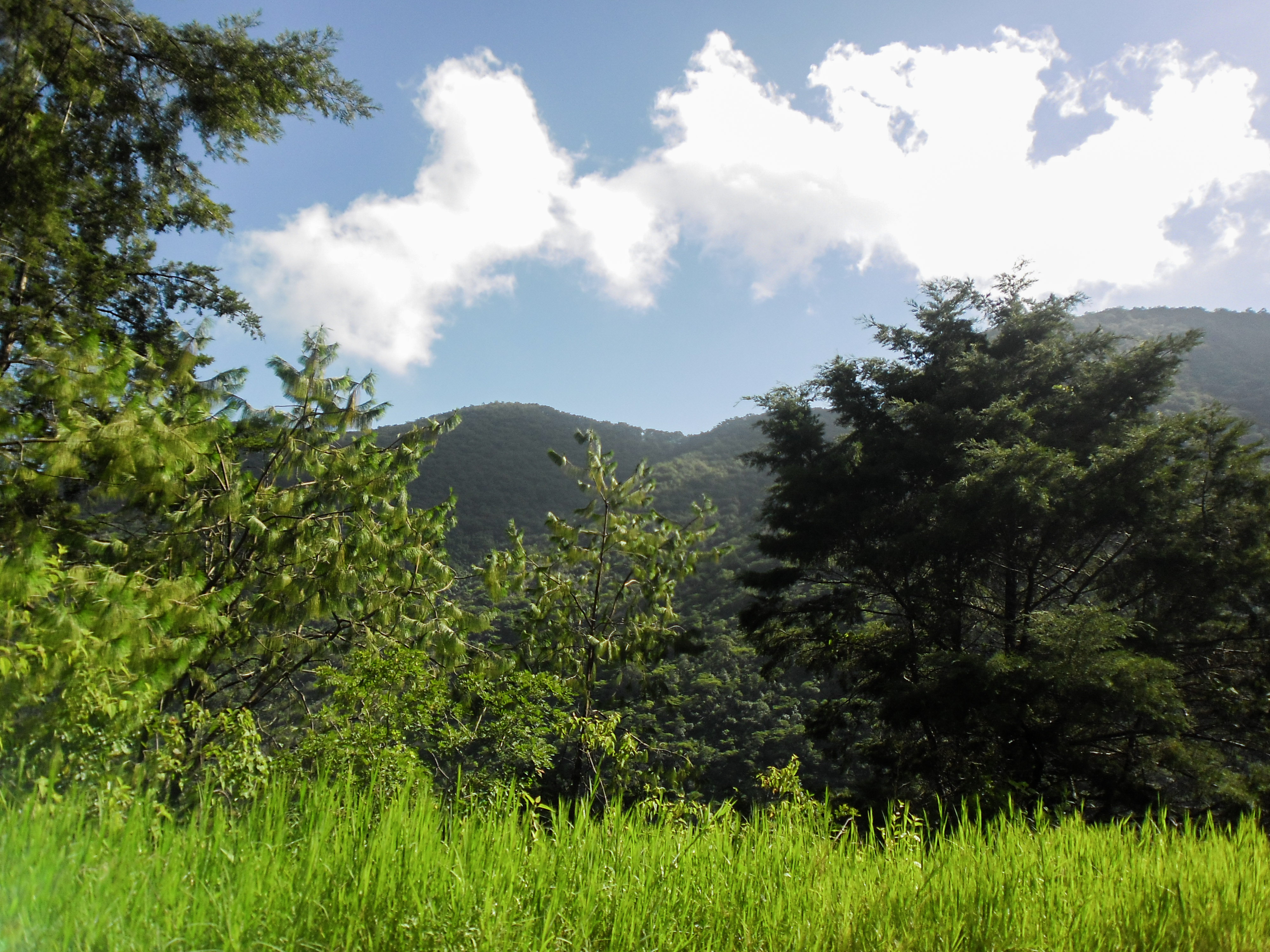
Vegetación carretera Jalpan-Arroyo Seco

En la zona predomina un tipo de clima semiseco con una temperatura media anual de 22 °C. La lluvia en el verano alcanza hasta 10 mm anuales.
En otra de las zonas aledañas hay clima semicálido y sus temperaturas varían entre los 18 y los 22 °C, con régimen de lluvias en el verano. Cuenta con un porcentaje menor a 5% de lluvia invernal total anual.

### Flora
El municipio de Arroyo Seco cuenta con diversas especies forestales, entre las que destacan árboles como: encino, pino, nogalillo, oyamel, cedro blanco, madroño, entre otros. Otras plantas encontradas en la zona son: el mezquite, huizache, granjero, palo bobo, palo sishiote. Las cactáceas más importantes de la región son: nopal, biznaga, cola de diablo. 
Por otro lado, en la zona baja hay árboles como el cedro rojo, ahuehuete y parota. También hay frutos como: mango, limón, guayaba, caña, papaya, naranja, plátano, etc.

### Fauna
En Arroyo Seco abunda la fauna de aves, tales como: paloma, pellona, huilota, ala blanca, torcacita de collar y morada. Asimismo hay gallina silvestre, águila, gavilán, tecolote, lechuza, pato, ganso, codorniz, etc. Entre los pájaros que se pueden encontrar en el bosque, destacan el cenzontle, calandria, jilguero, petirrojo, dominico, entre otros.
Hay una  cantidad importante de mamíferos, entre las que se encuentran: ardilla, armadillo, conejo, zorra, coyote, jabalí, venado cola blanca, puma, gato montés, mapache, tejón, zorrillo y tlacuache.
En cuanto a reptiles hay víbora de cascabel, navaca, coralillo, amarilla, azul, chirrionera, principalmente.

## Demografía
El municipio de Arroyo Seco está compuesto por 4 localidades principales, entre las que destacan las siguientes:
La Cabecera Municipal (Arroyo Seco), que concentra 1,425 habitantes, según datos de la Unidad de Microrregiones obtenidos del Censo de Población y Vivienda del INEGI 2010. Cuentan con los servicios básicos de agua, pavimento, energía, teléfono, comunicación, salud, etc. De igual forma, cuentan con educación básica, templos religiosos, centros deportivos, centros de abasto, etc. 
La segunda localidad de mayor importancia es Purísima de Arista, que se encuentra a 36 km de la Cabecera Municipal, cuenta con una población de 2,304 habitantes, según datos del INEGI 2010. Cuenta con los servicios básicos de transporte, pavimentación, energía, educación, salud, centrales de abasto, espacios deportivos, etc. 
En tercer lugar se encuentra San Juan Buenaventura, con una ubicación de 48 km de distancia de la Cabecera Municipal, tiene una población de 380 habitantes y está integrada por 5 comunidades (El Quirino, La Mohonera, Laguna de la Cruz, San José de las Flores y El Bosque).  

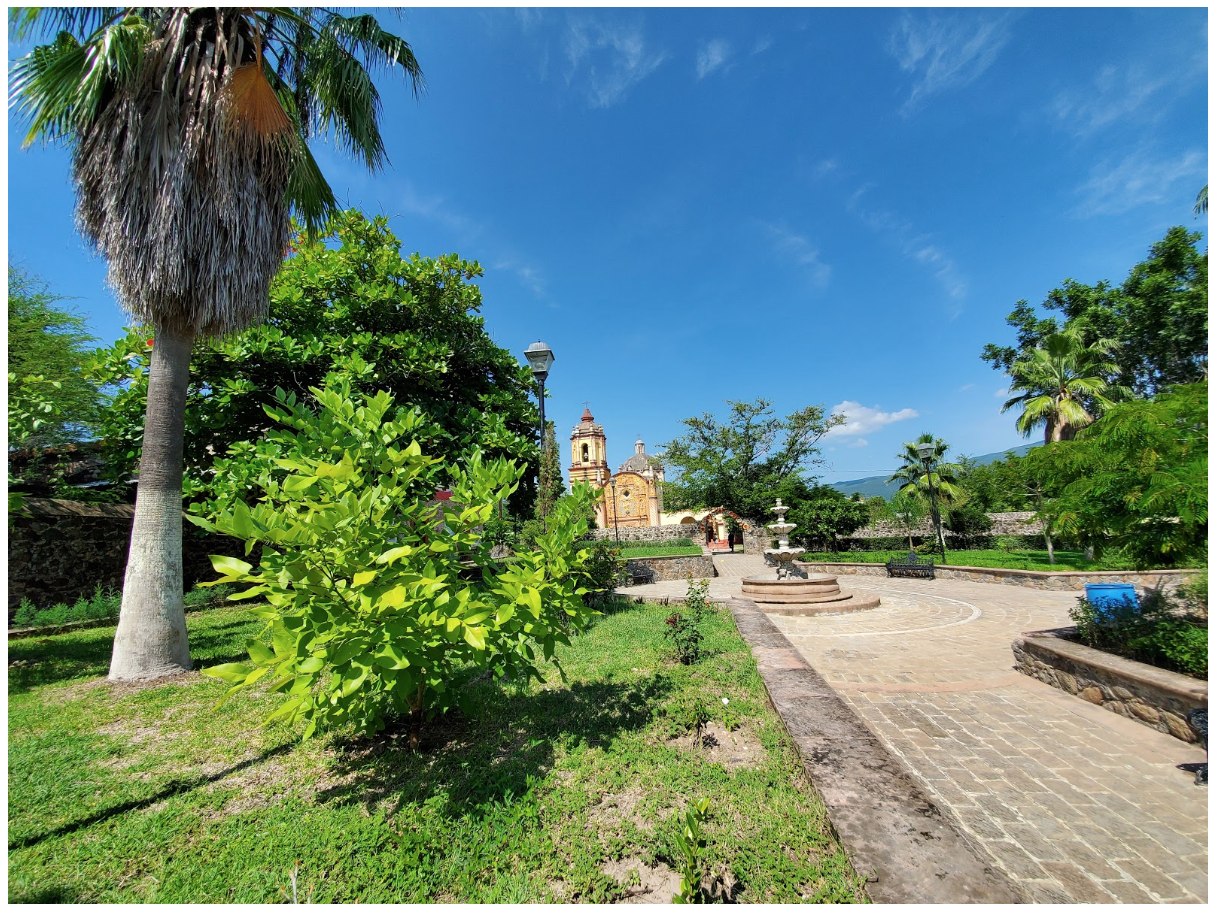
Misión de Concá

Concá, ubicada a 15 km de la Cabecera Municipal, es la cuarta población, reconocida por ser el primer asentamiento de los españoles. En 2010, de acuerdo con el Censo de Población y Vivienda de INEGI, su población es de 1,213 habitantes. Esta cuenta con el mayor número de comunidades, así como con la zona agrícola más productiva, lo cual lo convierte en una de las zonas con mayor importancia comercial. El turismo representa una de las actividades económicas que más generan ingresos en la región, con sitios como el Hotel Exhacienda de San Nicolás Concá, Hotel Abanico, Hotel Balneario Ayutla e incluso la Misión de Concá, construida en 1754.
Por último, El Refugio, antes conocido como El Sótano, es un poblado que cuenta con 479 habitantes, según los datos obtenidos por la Unidad de Microrregiones del Censo de Población y Vivienda 2010. Tienen servicios básicos de educación, actividades económicas en ganadería y agricultura de temporal.

## Economía

### Agricultura
Los productos más cultivados son: maíz, frijol, chile verde, chile cascabel, jitomate, tomatillo, tomate de cáscara, garbanzo, sorgo y cebada.

### Ganadería

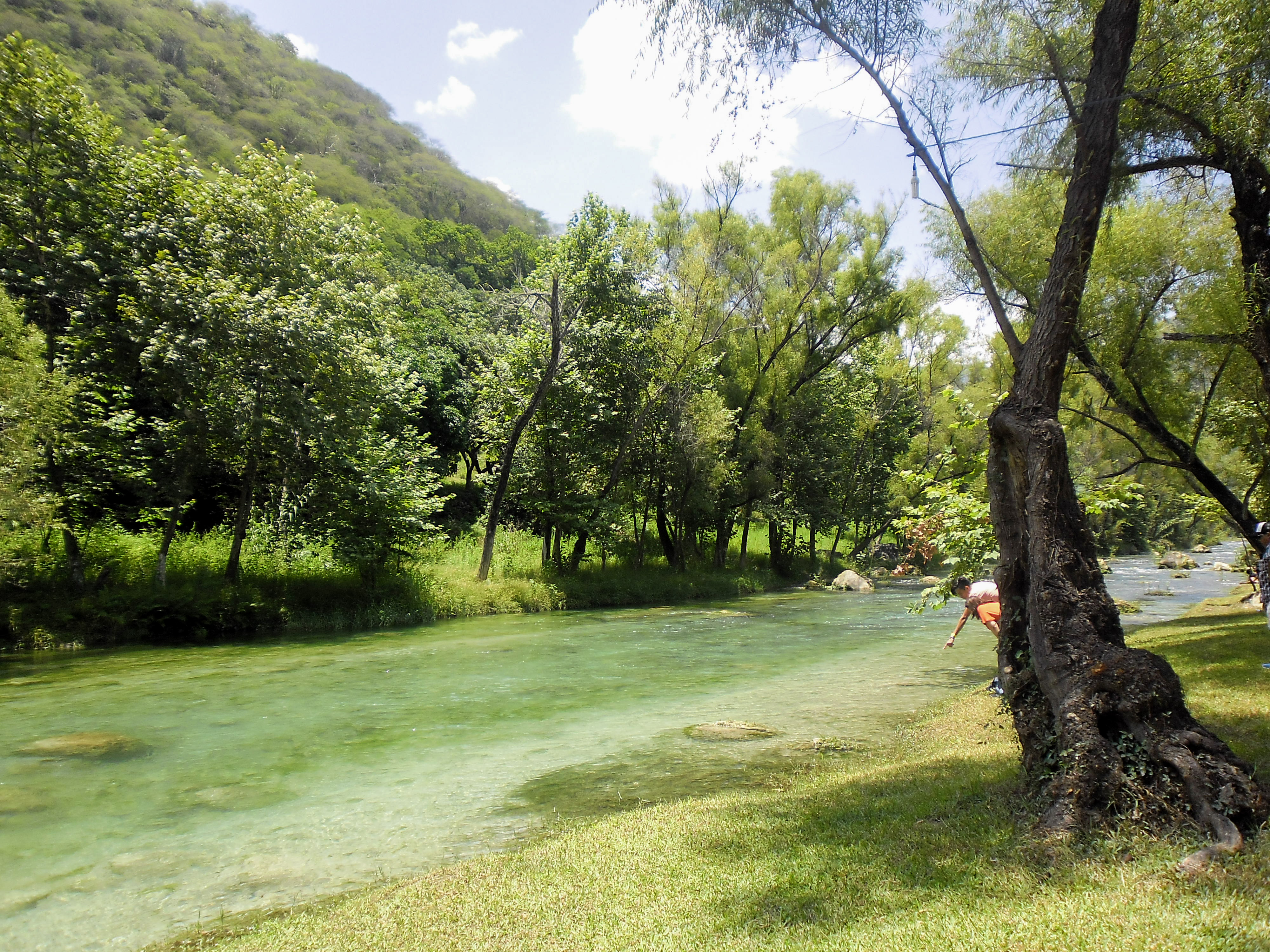
Río Ayutla, Concá

La ganadería es una de las actividades más importantes del municipio. En la población de Purísima de Arista hay cría de ganado menor, mientras que en San Juan Buenaventura el 80% de la región se dedica a la ganadería.
En términos generales hay producción de bovinos de doble propósito, para leche y carne. Hay cría de ganado porcino y ovino, este último para carne y lana. En cuanto a los caprinos, se obtiene leche y carne. También hay caballos para montar y cargar, gallinas, gallos y pollos para producción de carne y huevo.

### Silvicultura
La zona de bosques de árboles de maderas finas ha sido decretada como reserva de la biósfera por lo que ya no pueden ser explotadas.

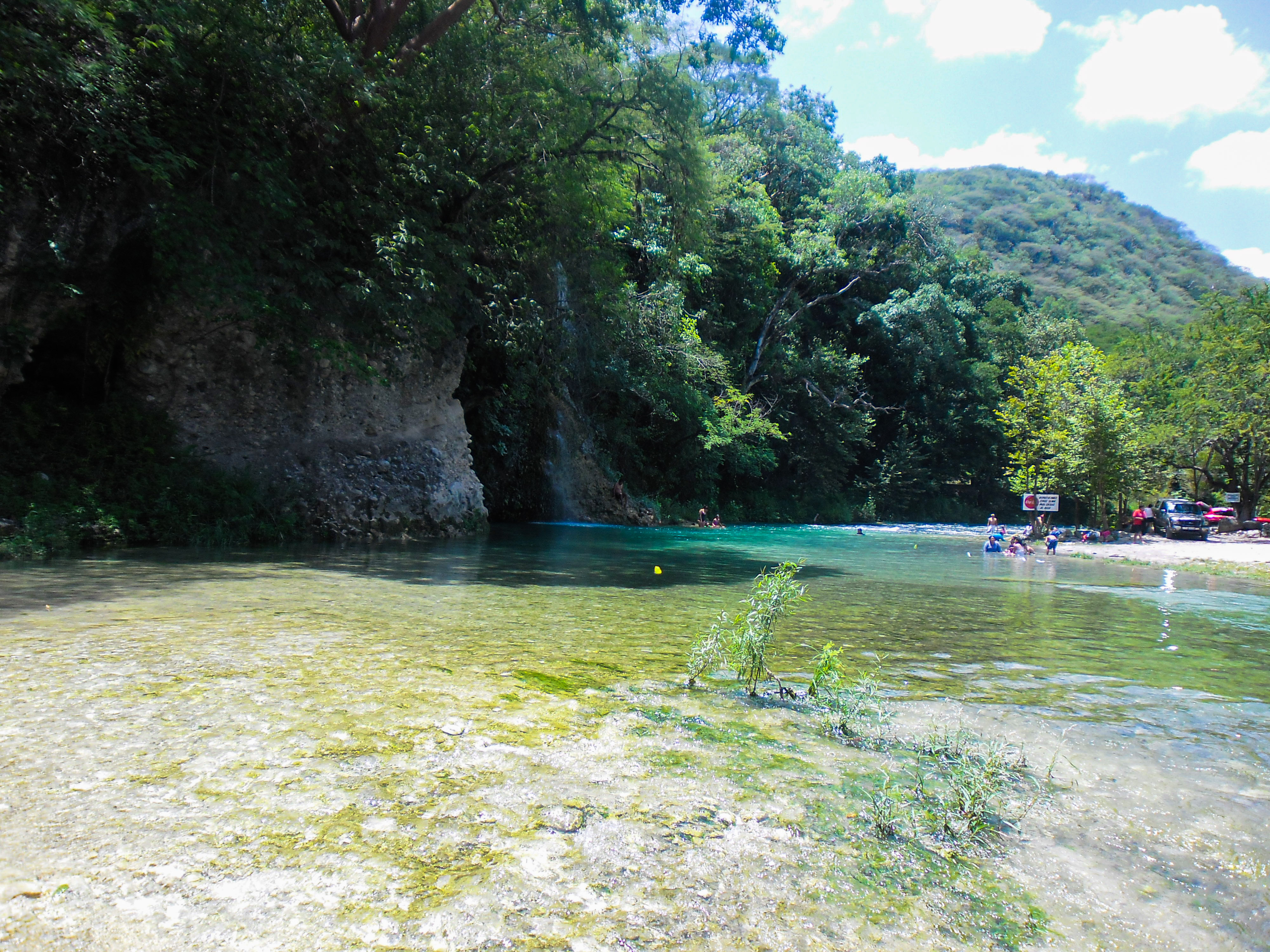
Poza de Agua, Arroyo Seco

Sin embargo, se han buscado opciones para el aprovechamiento sustentable de los recursos naturales de esta región, en el caso del pueblo de Ayutla se han realizado diversos proyectos por parte de la Comisión Nacional Forestal (CONAFOR), entre algunos de ellos encontramos la prevención y combate de incendios, el apoyo a la organización rural por medio de una Evaluación Rural Participativa, el establecimiento de una UMA y el pago por Servicios Ambientales.

### Pesca
El río del Carrizal, Concá, Vegas Cuatas y Ayutla son las comunidades que tienen más actividad pesquera de río, sobre todo langostino y carpa. La piscicultura es de importancia económica para el municipio, ya que se crían peces en un número creciente de estanques.

## Gobierno
Entre las características principales que componen al ayuntamiento de Arroyo Seco están los cargos de representación, conformados por un Presidente Municipal, quien se encarga de ejecutar decisiones, organizar y supervisar que los funcionarios cumplan con sus labores administrativas, hacer valer el marco legal federal, estatal y municipal, además de establecer políticas de carácter social, cultural, económico y administrativo dentro del municipio. Por otro lado, hay  cinco Delegados, seis Regidores de mayoría relativa (un síndico) y tres Regidores de representación proporcional. 
Arroyo Seco se encuentra representado en el Congreso del Estado por el diputado del 15 o Distrito y en el Congreso de la Unión por los diputados del 1.er Distrito Electoral Federal del Estado de Querétaro.
Las principales comisiones del Ayuntamiento son de Gobernación, Hacienda, Comercio e Industria, Desarrollo Urbano y Ecología, Obras Públicas, Educación y Cultura, Policía Municipal, Comunicaciones y Transporte, Beneficencia y Asistencia Social.

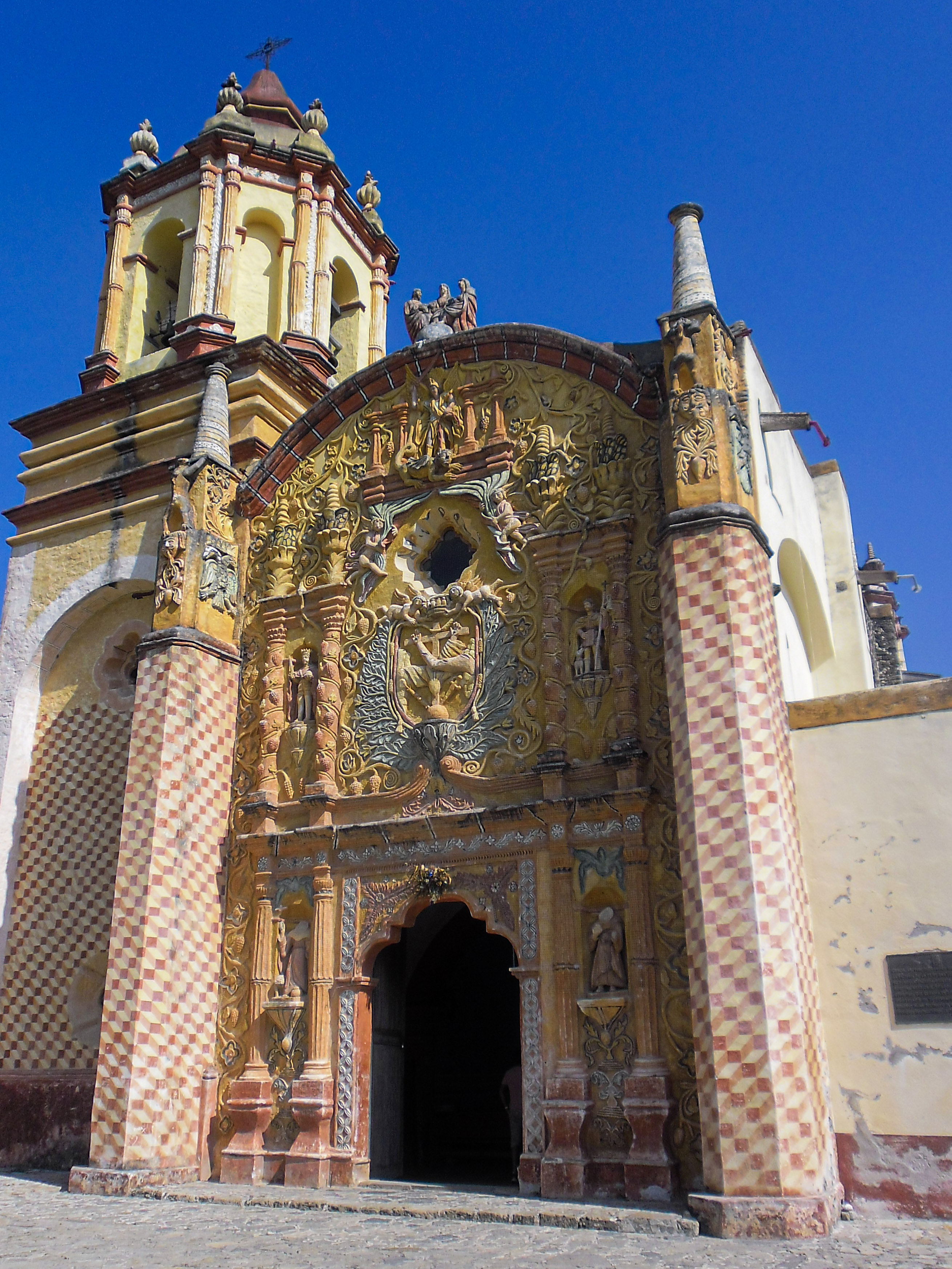
Misión Concá, Arroyo Seco

| Nombre                         | Periodo     | Partido |
| J. Guadalupe Olvera Casas      | 1979 - 1982 | PRI     |
| Pablo Medina Noyola            | 1982 - 1985 | PRI     |
| Víctor Antero Torres Ibarra    | 1985 - 1988 | PRI     |
| Everardo Huerta Sánchez        | 1988 - 1991 | PRI     |
| Manuel Ramos Sánchez           | 1991 - 1994 | PRI     |
| Domingo Gómez Landaverde       | 1994 - 1997 | PRI     |
| J. Esteban Luna Ramírez        | 1997 - 2000 | PRI     |
| Víctor Antero Torres Ibarra    | 2000 - 2003 | PRI     |
| José Luis Luna Palacios        | 2003 - 2006 | PRI     |
| Mariano Palacios Trejo         | 2006 - 2009 | PRD     |
| Ángel Atanacio Torres Balderas | 2009 - 2012 | PAN     |
| Elfego Torres Balderas         | 2012- 2015  | PRI     |
| María Dionicia Loredo Suárez   | 2015-2018   | PAN     |
| Iliana Guadalupe Montes Ríos   | 2018-2021   | PRI     |
| Ofelia del Castillo Guillen    | 2021-       | MORENA  |

## Turismo
Arroyo Seco es visitado especialmente por sus atracciones en cuanto a turismo religioso y ecoturismo. En la cabecera municipal realizan algunas cuartas de piel, barricas de madera con sabino para retener el agua y sillas de montar. Además, este municipio cuenta con más de cien aprovechamientos de agua por lo que la gente lo visita para estar en contacto con la naturaleza.

### Misión de Concá

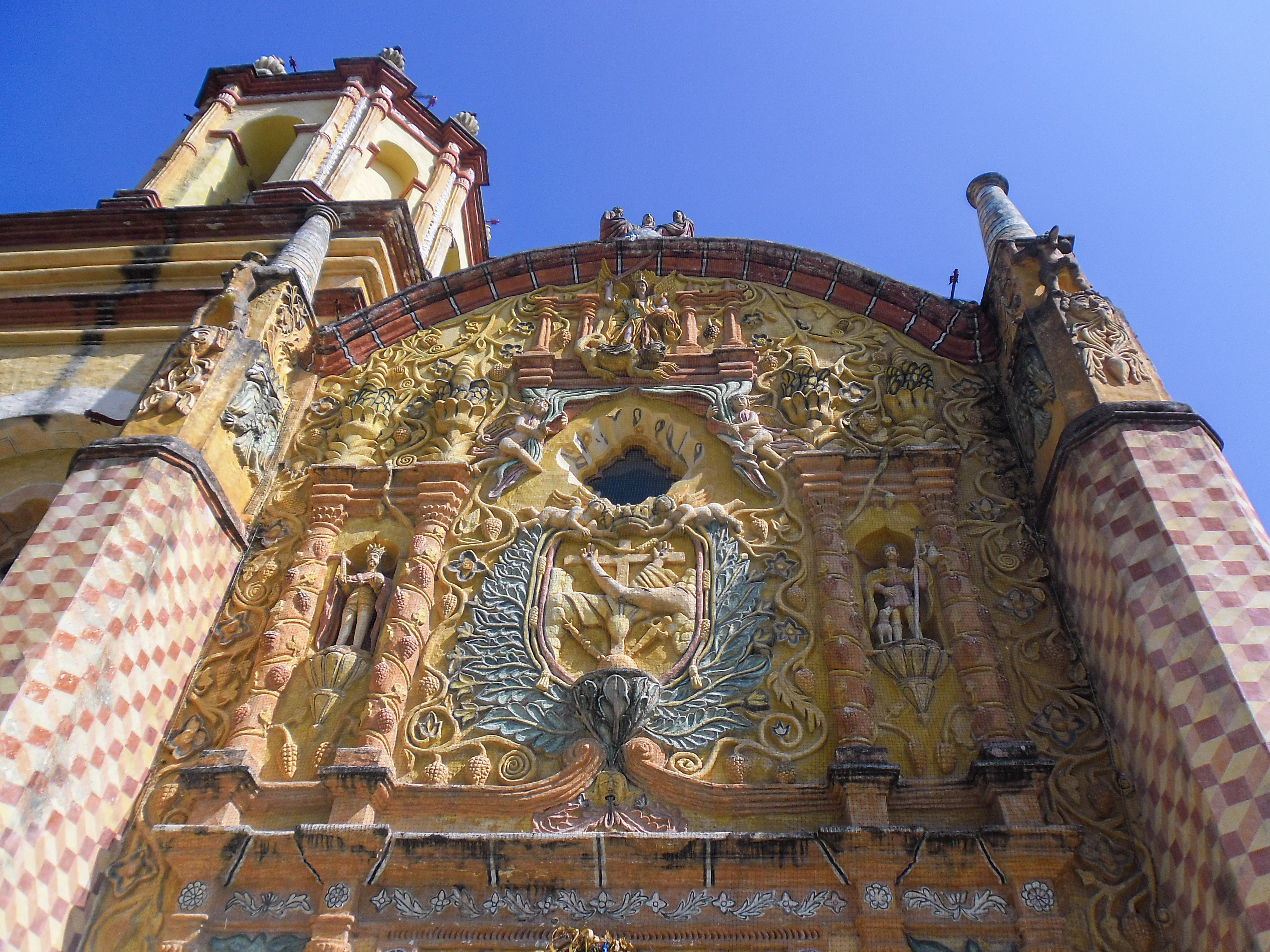
Detalles Misión Concá

Es una de las 5 misiones franciscanas que fueron construidas para continuar la última etapa de evangelización del interior de México a mediados del siglo XVIII. Fue construida en la década de 1750 y, junto con las demás misiones de la Sierra Gorda (Jalpan, Landa, Tilaco, Tancoyol), fue declarada Patrimonio Cultural de la Humanidad por la UNESCO en el 2003.
Cuenta con una fachada austera, repleta de detalles iconográficos, destacan las mazorcas de cemento color amarillo en el techo.

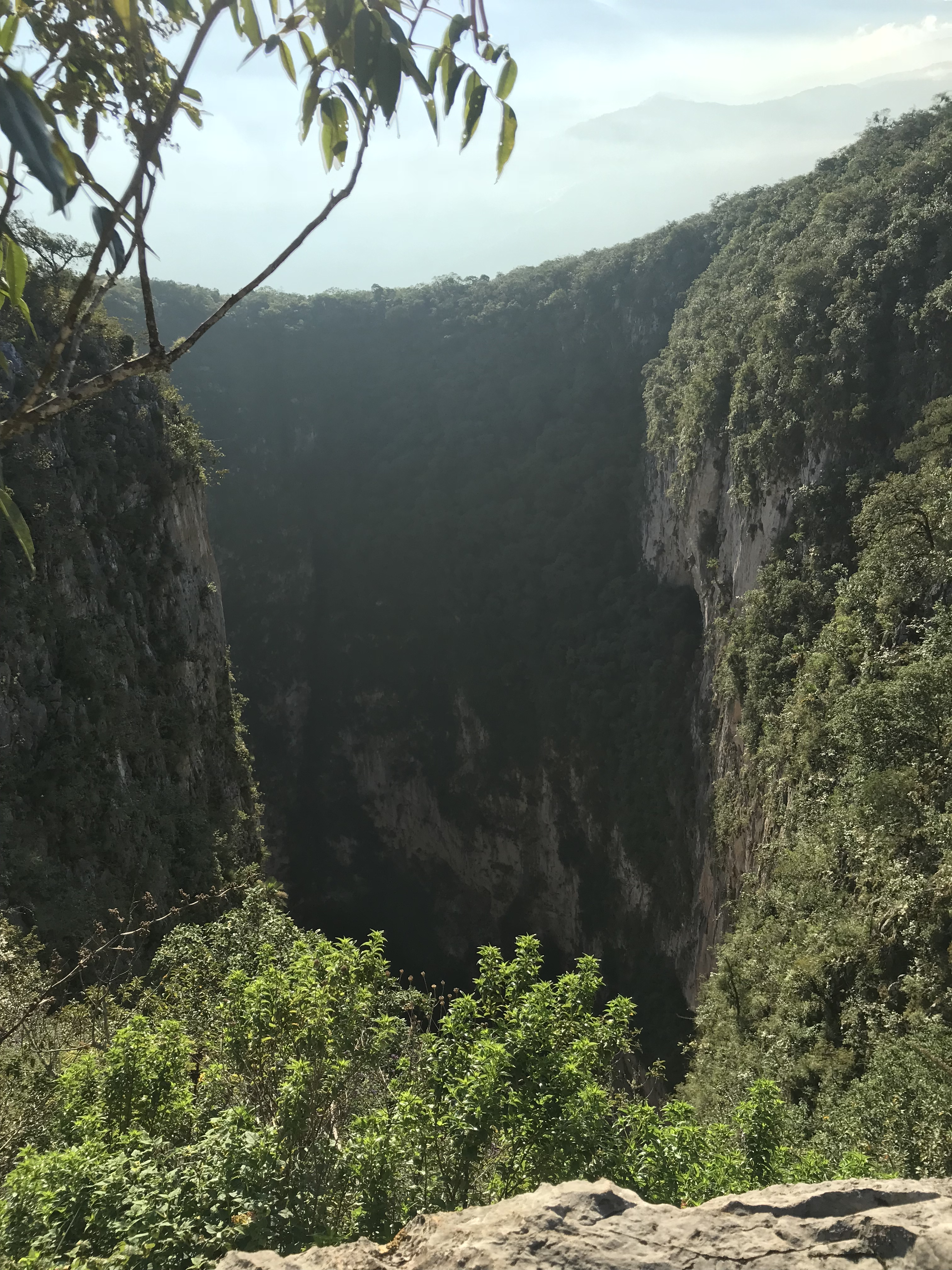
Sótano de Barro

### Río Santa María
En este río se puede practicar la pesca deportiva de bagre, así como realizar deportes extremos como kayak o descenso en balsa por sus ríos. Destaca por la temperatura de sus aguas, las cuales son cálidas. A la orilla del río existen espacios para acampar y descansar. 

### Sótano de Barro
El Sótano de Barro es una caverna de más de 400 metros de profundidad, es considerado uno de los más grandes del mundo, su tiro vertical es de 410 m y su longitud es de 500 m.
Se encuentra rodeado por bosques de encino que son refugio de guacamayas verdes; no se permite exploración espeleológica para no interferir en el hábitat de las aves. Sin embargo, se puede practicar senderismo, campismo, observación de las aves y fotografía.

### Árbol milenario
En Concá existe un sabino milenario que se considera el árbol más grueso y posiblemente el más antiguo de la sierra. Su circunferencia es de 22 metros y para rodearlo se requiere de 25 niños agarrados por las manos y con los brazos extendidos. En la parte posterior del árbol fluyen varios manantiales. Este árbol se encuentra en el campo deportivo.

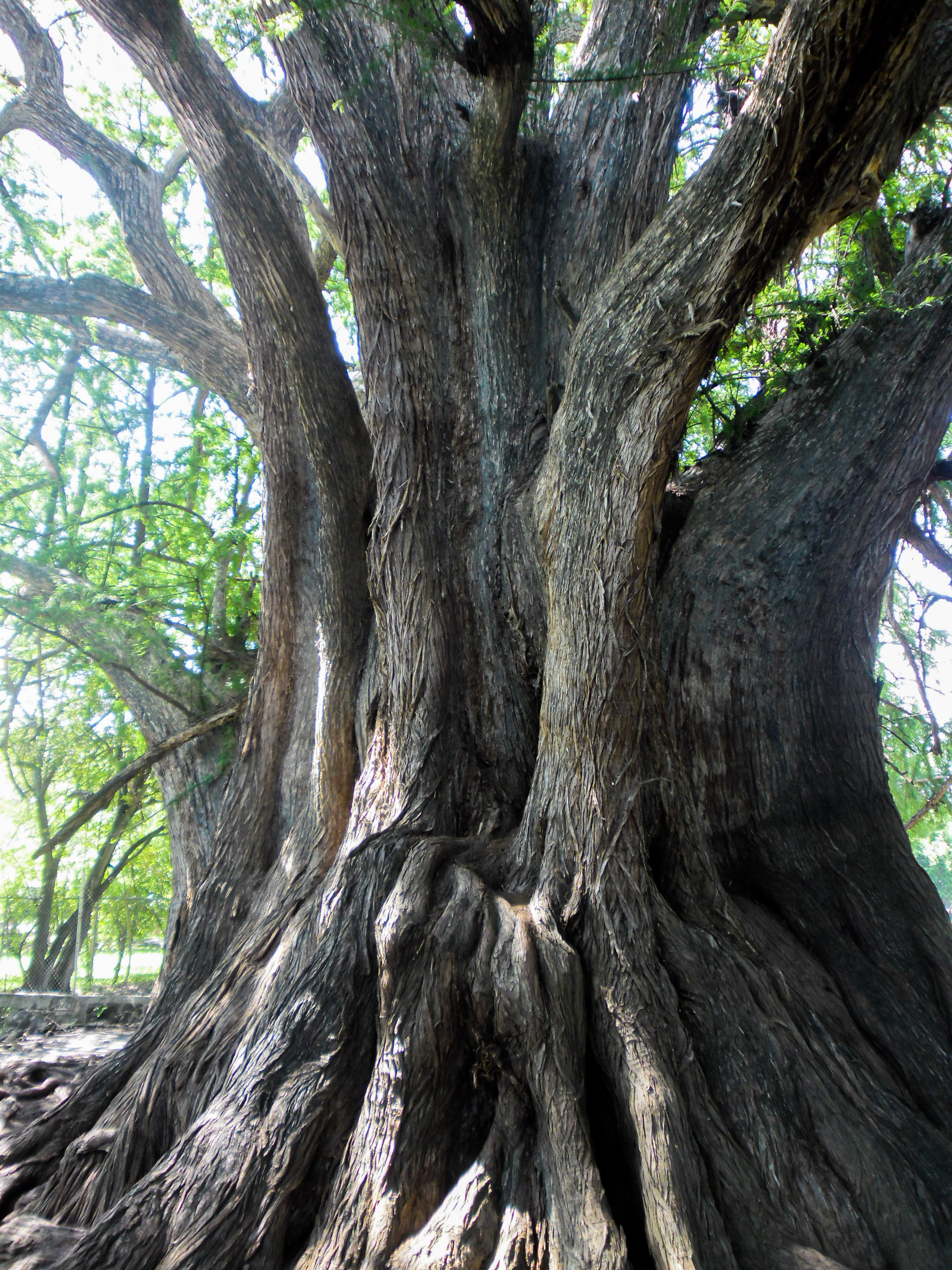
Árbol milenario

### Las Adjuntas
Es el espacio en donde se unen el río Santa María y el Ayutla, el atractivo lo proporcionan la separación de los colores debido a la temperatura de cada uno, el río Santa María que es cálido, de color terroso y aspecto tibio, mientras que el río Ayutla que es frío, rocoso y con tonalidades azules. Ahí se puede practicar pesca deportiva, senderismo, de igual forma, se puede nadar en las pequeñas pozas de agua o tener un día de campo a la orilla. 
También se encuentran a lo largo del municipio otros cuerpos de agua como manantiales que son empleados por la gente como albercas naturales.

### Balneario Abanico
Centro recreativo ubicado junto al mesón Exhacienda Concá. Cuenta con dos albercas, regaderas, sanitarios, restaurante-tienda, áreas verdes para campismo y huertas.

### Balneario Hotel Ayutla

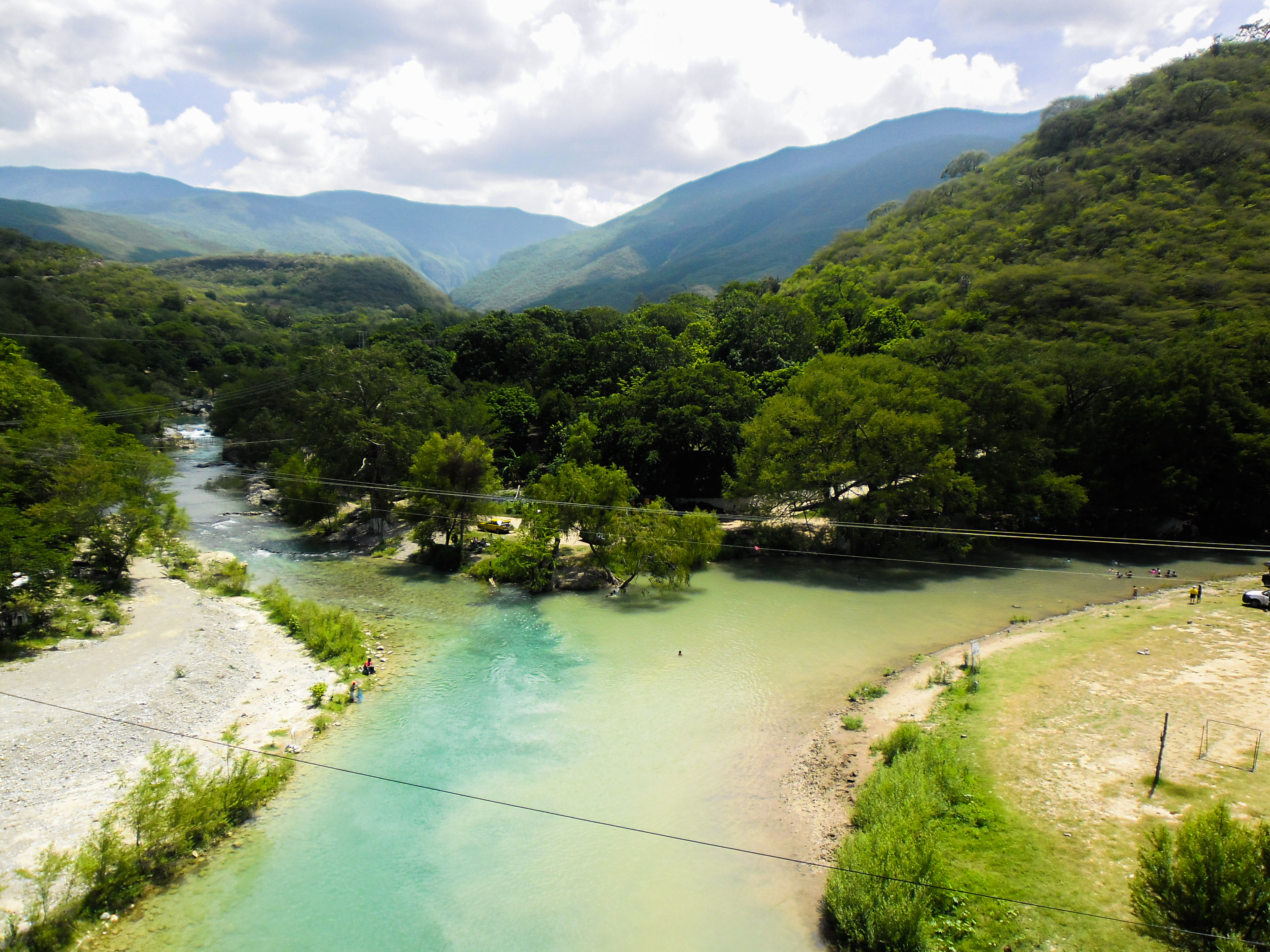
Las Adjuntas

Ubicado en el kilómetro 28.5 km de la carretera Jalpan-Arroyo Seco. Es un centro recreativo con acceso directo al río Santa María, tiene dos albercas, tres piscinas infantiles, regaderas, sanitarios y vestidores, restaurante, canchas deportivas, espacios para acampar con huertos y áreas verdes. El balneario cuenta con paquetes turísticos. 

### Florida
Población ubicada entre cerros de la Sierra Gorda. En sus calles se pueden observar casas de tejamanil, sembradíos, flores como Begoña y papa. La plaza principal es sede del tianguis dominical y está rodeada de tiendas.

### Río del carrizal
Comunidad de clima árido subtropical. Para tener acceso a este poblado se debe cruzar un puente de 7 m de altura y 205 m de longitud, desde el cual se pueden observar cerros cubiertos de vegetación y la corriente del río Santa María. 

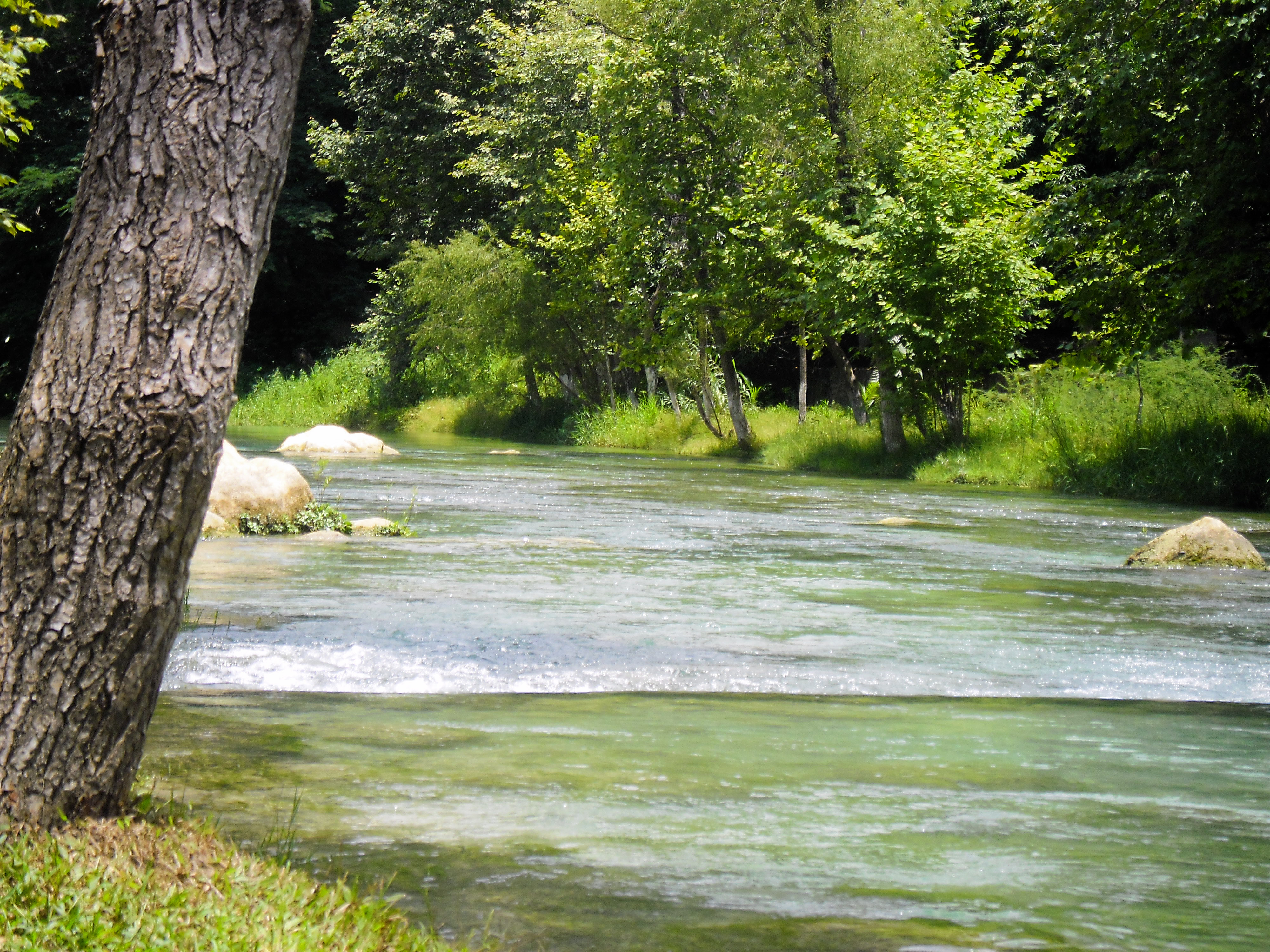
Río Ayutla

### Exhacienda de San Nicolás de Concá
Se ubica en el kilómetro 32 de la carretera Jalpan-Arroyo Seco y en la época virreinal era una hacienda atractiva por su manantial, vegetación y senderos. 
Actualmente es la sede de un hotel que conserva gran parte de la estructura original, mismo que ha sido complementado con nuevas instalaciones como: habitaciones, sala de TV, restaurante, alberca, entre otros.

## Tradiciones
En cuanto a música, destaca el huapango arribeño que está presente en Guanajuato y en algunas zonas de Querétaro. Consiste en topadas o enfrentamientos entre dos conjuntos que improvisan versos acompañados de la música de los violinistas, vihueleros y de la quinta guitarra huapanguera.
Se conmemora a la Virgen de Guadalupe el día 12 de diciembre y el aniversario de la Virgen de la Purísima el 8 de diciembre, más específicamente en el poblado de Purísima de Arista. 
En Concá, la celebración del Día de Muertos consiste en llevar flores a los panteones y colocar ofrendas en los hogares. En épocas navideñas hay exhibición de nacimientos y posadas.

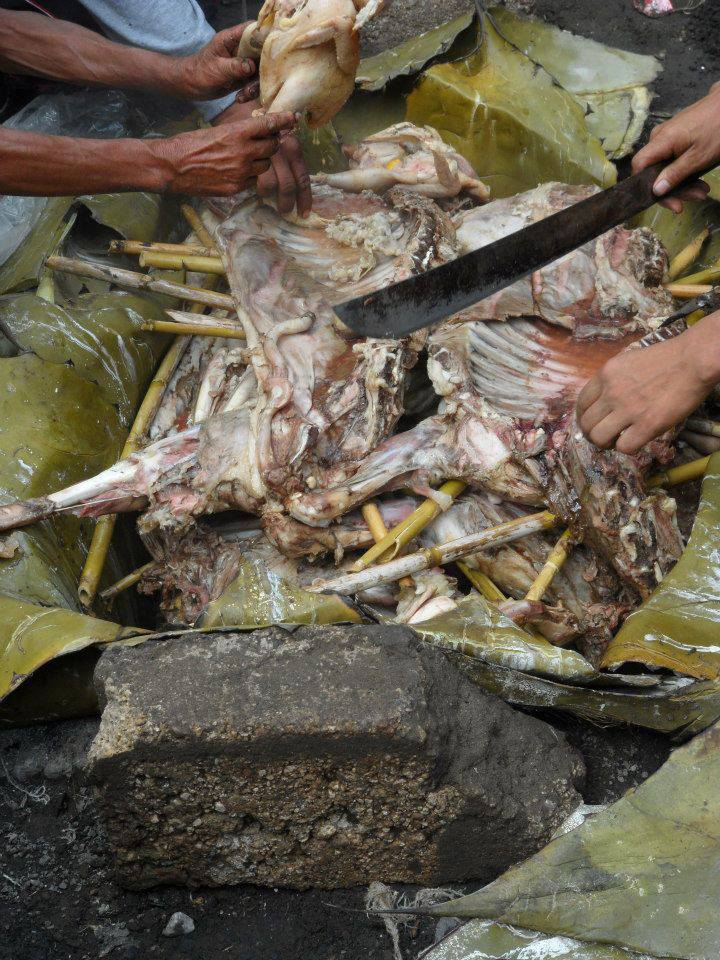
Barbacoa

## Gastronomía
La gastronomía en Arroyo Seco ofrece sus tradicionales enchiladas serranas con cecina y  barbacoa de borrego cubierta con pencas de maguey. 
También se elabora chancaquilla, dulce típico de piloncillo con semilla de calabaza. Y para beber, el pulque, la miel de maguey o el atole de maíz de teja.